# 비보다 상냥하게
《비보다 상냥하게》(雨よりも優しく)은 1989년 10월 13일부터 12월 29일까지 TBS에서 《금요 드라마》 시간대 (밤 10시 - 10시 54분)에 방송된 텔레비전 드라마이다. 아사노 유코가 주연 (TBS 연속 드라마 첫 주연)을 맡았으며, 각본은 이와사 켄이치이다.
《JNN 뉴스데스크'88·'89》 방송으로 폐지됐던 금요 드라마 (오후 10시 시간대)의 부활 작품이다. 초등학교 동창이었던 남녀 7명 사이에서 벌어지는 사랑 이야기를 그리고 있다.

## 출연자
- 아사노 유코 (스즈키 쿄코 역)
- 쿠로키 히토미 (나미키 이즈미역)
- 타나카 미사코 (아오야마 유키 역)
- 아치와 사토미 (쇼지 에리 역)
- 고다 호즈미 (사메지마 노보루 역)
- 타나카 미나코 (쿠로사와 노조미 역)
- 토다 켄이치로 (오이카와 신타로 역)
- 오노데라 아키라 (키쿠치 코지 역)
- 타쿠마 신 (아라이 역)
- 토키토 사부로 (시부야 하루오 역)

## 주제가
- 마쓰토야 유미 〈Good-bye Goes by〉